# La Garganta
La Garganta is een gemeente in de Spaanse provincie Cáceres in de regio Extremadura. La Garganta heeft 428 inwoners (1 januari 2016).

## Geografie
De gemeente heeft een oppervlakte van 24 km² en grenst aan de gemeenten Baños de Montemayor, Candelario, Hervás en Puerto de Béjar.

## Wapen
De beschrijving van het wapen luidt als volgt:
Escudo partido. Primero, de plata, Una banda de sable, y puesta en orla, brochante sobre el todo, una cadena de de oro de ocho eslabones. Segundo, de plata una cruz paté de gules. Cortado de oro, un toro pasante de sable. Al timbre corona real cerreda.

## Demografische ontwikkeling
Bron: INE, 1857-2011: volkstellingen

## Galerij

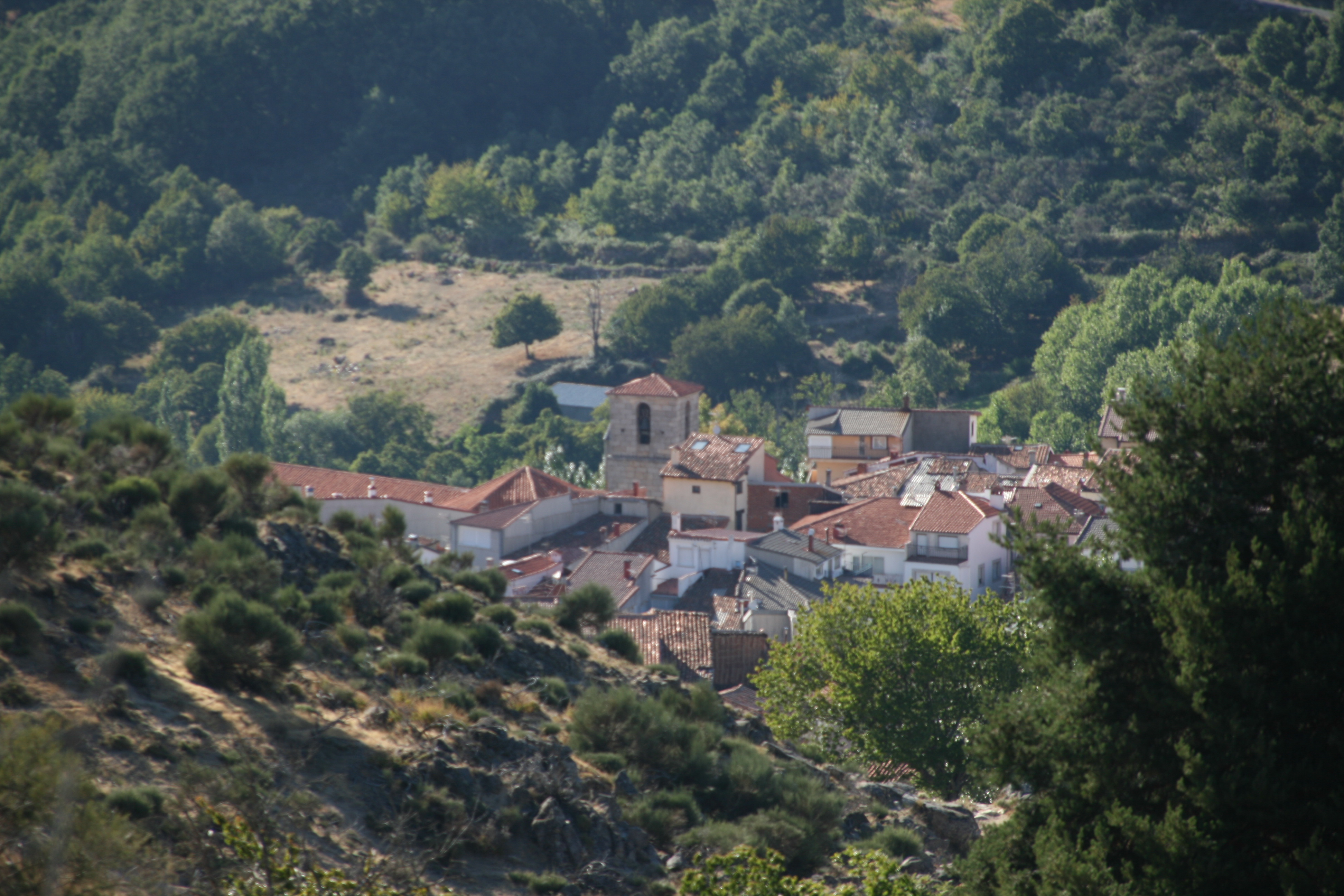
Uitzicht over het dorp
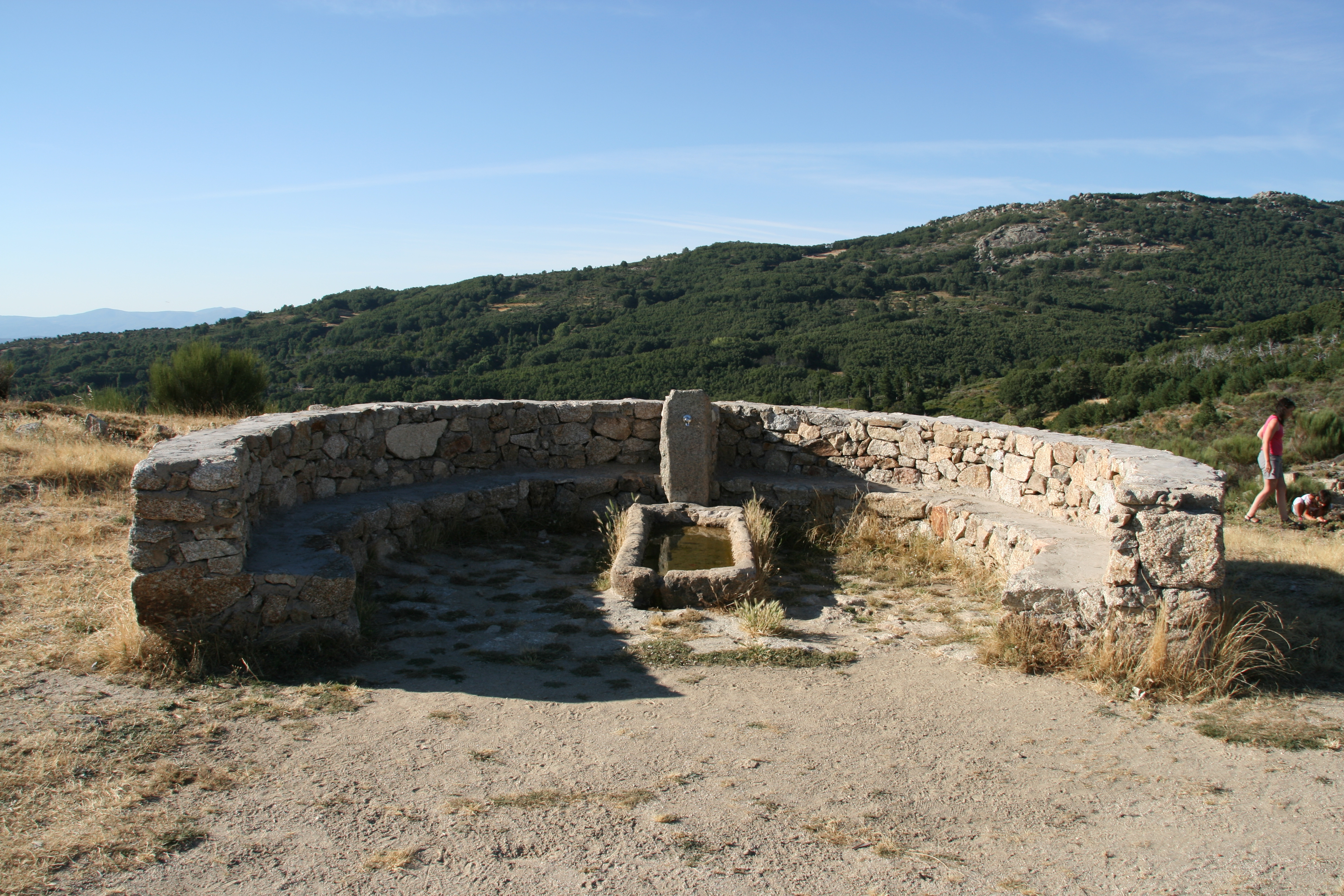